# Família mínima

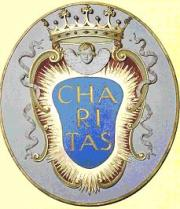
Emblema de l'Orde dels Mínims i de tota la família mínima.

La família mínima és el conjunt de grups i comunitats catòliques (instituts de vida consagrada o grups de seglars) que segueixen regles inspirades per l'obra de sant Francesc de Paula. Tenen el seu origen en l'Orde dels Mínims, orde mendicant fundat per aquest sant entre 1435 i 1444. Es caracteritza per una gran austeritat i rigor en la disciplina. L'Orde Mínim vol arribar a la perfecció a partir de l'ascetisme, però sense fer vida eremítica. L'anomenada vida quaresmal (viure sempre practicant l'abstinència i les penitències pròpies de la quaresma) constitueix el quart vot dels ordes de mínims. Avui dia, la família mínima és composta per tres ordes bàsics:
1. L'orde primer (Orde dels Mínims), masculí, format pels frares dedicats a l'apostolat i la predicació, fundat entre 1435 i 1444 a Paola.
2. L'orde segon (Monges de l'Orde dels Mínims), femení, format per les germanes, monges de clausura dedicades a la vida contemplativa. Fou fundat en 1495 a Andújar (Andalusia), amb regla del mateix sant.
3. L'orde tercer (Tercer Orde dels Mínims), format pels laics i seglars que viuen al món però segueixen la regla i les directrius de vida dels frares. Els fundà el mateix Francesc de Paola en 1501.